# Гранби (Мисури)
Гранби (енгл. Granby) град је у америчкој савезној држави Мисури.

## Демографија
По попису из 2010. године број становника је 2.134, што је 13 (0,6%) становника више него 2000. године.
| Група             | 2000.         | 2010.         |
| Белци             | 2.021 (95,3%) | 1.951 (91,4%) |
| Афроамериканци    | 0 (0,0%)      | 7 (0,3%)      |
| Азијати           | 3 (0,1%)      | 23 (1,1%)     |
| Хиспаноамериканци | 20 (0,9%)     | 36 (1,7%)     |
| Укупно            | 2.121         | 2.134         |